# Patinage de vitesse Canada
Patinage de vitesse Canada (anglais : Speed Skating Canada) est la fédération sportive de patinage de vitesse du Canada. En tant que fédération nationale, l'organisation est membre de l'Union internationale de patinage et du Comité olympique canadien.

## Équipes
- Équipe nationale de patinage de vitesse sur courte piste
- Équipe nationale de patinage de vitesse sur longue piste

## Compétitions
- Coupe Canada
- Championnats canadiens courte piste
  - Championnats canadiens sur courte piste de l'Ouest
  - Championnats canadiens sur courte piste de l'Est
- Championnats canadiens longue piste
- Championnats canadiens juniors sur courte piste
- Championnats canadiens juniors sur longue piste

## Fédérations provinciales
- Québec : Fédération de patinage de vitesse du Québec
- Manitoba : Manitoba Speed Skating Association
- Alberta : Alberta Amateur Speed Skating Association
- Colombie-Britannique : British Columbia Speed Skating Association
- Ontario : Ontario Speed Skating Association
- Saskatchewan : Saskatchewan Amateur Speed Skating Association
- Nouveau-Brunswick : Patinage de vitesse Nouveau-Brunswick
- Nouvelle-Écosse : Speed Skate Nova Scotia
- Île-du-Prince-Édouard : Speed Skate PEI
- Terre-Neuve-et-Labrador : Newfoundland and Labrador Speed Skating

## Identité visuelle
La fédération change son logo en 2019.

Jusqu'en 2019
Depuis 2019

## Temple de la renommée[2]

### Bâtisseurs
- Jack Barber (1968)
- Clarence Downey (1968)
- Patricia Underhill (1972)
- Harold P. Costin (1973)
- Arthur W. Panting (1980)
- William E. Roughton (1980)
- Harry Cody (1983)
- Donald McCannell (1983)
- Carl Hennigar (1985)
- Bob Hodges (1985)
- Louis Rubenstein (1986)
- Wally Boschuk (1987)
- Bruno Comis (1987)
- John Hurdis (1987)
- René Marleau (1987)
- Leonard B. Morris (1987)
- Clara Overend (1987)
- Howard Overend (1987)
- Jack Walters (1987)
- Ken West (1987)
- Eugene Hearn (1988)
- Jean Grenier (1991)
- Marcel Laberge (1991)
- Robert Planert (1991)
- Michel Verreault (1991)
- Harold Augustine (1992)
- Howard Comfort (1992)
- Henrietta Goplen (1992)
- Peter Williamson (1992)
- Jack Jayner (1993)
- Yves Nadeau (1993)
- Iris Fletcher (1994)
- André Lamothe (1995)
- Elsie Barlow (1996)
- Bob Boucher (1996)
- Pierre Gagné (1996)
- Brian Thususka (1996)
- Doug Gordon (1997)
- Guy Marcoux (1997)
- Ron Thompson (1997)
- Ottavio Cinquanta (2000)
- William Dyer (2000)
- Jacques Thibault (2004)
- Debbie Fisher (2005)
- Ernie Overland (2016)
- Pat Leech (2019)

### Longue piste
- Charles I. Gorman (1965)
- Jack McCullough (1965)
- Betty Mitchell (1965)
- Lot Roe (1965)
- Frank Stack (1965)
- Gordon Audley (1966)
- Percy Johnston (1966)
- Fred Robson (1970)
- Lela Brooks (1972)
- Ross Robinson (1975)
- Doreen Ryan (1975)
- Craig MacKay (1976)
- Alex Hurd (1978)
- Fred Logan (1978)
- William Logan (1978)
- Doreen McCannell (1978)
- Phyllis Fitzgerald (1980)
- Maurice Gagné (1980)
- Ralf Olin (1980)
- Sylvia Burka-Lovell (1981)
- Cathy Priestner (1982)
- John Sands (1983)
- Gaétan Boucher (1984)
- Kevin Sirois (1992)
- Liz Appleby (1993)
- Susan Auch (1994)
- Cathy Turnbull Spence (1994)
- Gerry Cassan (1995)
- Kevin Scott (1995)
- Sylvain Bouchard (1997)
- Jean Pichette (1997)
- Catriona Le May Doan (1998)
- Kevin Overland (1998)
- Jeremy Wotherspoon (1998)
- Steven Elm (1999)
- Ariane Loignon (1999)
- Philippe Marois (2000)
- Neal Marshall (2001)
- Clara Hughes (2004)
- Mike Ireland (2005)
- Cindy Klassen (2005)
- Shannon Rempel (2005)
- Justin Warsylewicz (2005)
- Kristina Groves (2006)
- Christine Nesbitt (2017)

### Courte piste
- Sylvie Daigle (1987)
- Guy Daignault (1987)
- Benoit Baril (1990)
- Michel Daignault (1990)
- Louis Grenier (1990)
- Maryse Perreault (1990)
- Brenda Webster (1990)
- Nathalie Lambert (1991)
- Frédéric Blackburn (1992)
- Marc Gagnon (1993)
- Mark Lackie (1993)
- Michael Murray (1993)
- Eden Donatelli Green (1994)
- Shelley Rhead Skarvan (1994)
- Isabelle Charest (1997)
- Éric Bédard (1998)
- Annie Perreault (1998)
- Jean-François Monette (1999)
- François-Louis Tremblay (1999)
- Marie-Ève Drolet (2000)
- Andrew Quinn (2000)
- Steve Robillard (2000)
- Jeff Scholten (2000)
- Jonathan Guilmette (2005)
- Mathieu Turcotte (2005)
- Anouk Leblanc-Boucher (2006)
- Tania Vicent (2018)